# Ekkehart Frieling
Ekkehart Frieling (* 20. Mai 1942 in Göttingen) ist ein deutscher Psychologe und Arbeitswissenschaftler. 

## Werdegang
Ekkehart Frieling, Sohn des Zoologen und Farbwissenschaftlers Heinrich Frieling, studierte von 1964 bis 1968 Psychologie an der Ludwig-Maximilians-Universität München. Es folgten Tätigkeiten als wissenschaftlicher Mitarbeiter bei Carl Graf Hoyos an der Universität Regensburg und ab 1973 bei Hermann Brandstätter an der Universität Augsburg. Mit einer von Graf Hoyos betreuten Arbeit zur Arbeitsanalyse promovierte Frieling 1974 an der Technischen Universität München zum Dr. phil. Ab 1977 war Frieling Akademischer Rat in München, wo er sich 1979 mit einer Schrift zur Klassifikation der Berufe habilitierte. Nachdem er 1980 eine Professur für Arbeits- und Betriebspsychologie an der Universität Osnabrück vertreten hatte, erhielt er 1982 einen Ruf an die Gesamthochschule Kassel. Von 1991 bis 1993 arbeitete er im Personalbereich für die BMW AG, in dieser Zeit war er von der Gesamthochschule beurlaubt. 2005 wurde er Vizepräsident der nunmehrigen Universität Kassel. Im Jahr 2007 wurde Frieling emeritiert.
Ekkehart Frieling ist Beisitzer im Vorstand des SPD-Ortsvereins Utting am Ammersee.

## Arbeitsgebiete
Frielings Arbeitsgebiete waren ursprünglich die Arbeitsanalyse und die Arbeitsgestaltung. Zusammen mit Graf Hoyos entwickelte er Ende der 1970er Jahre auf der Basis des für den englischsprachigen Raum entworfenen Position Analysis Questionaire (PAQ) den Fragebogen zur Arbeitsanalyse (FAA), der für Jahre eine Vorrangstellung in Deutschland genoss. Am Lehrstuhl von Lutz von Rosenstiel in München arbeitete er später am Tätigkeits-Analyse-Inventar (TAI), einem Instrument zur Arbeitsanalyse, das sich zwar in der Praxis als zu unhandlich erwies, jedoch für das Fach theoretische Anregungen brachte und darauf bezogene Forschungsarbeiten nach sich zog.
Nach seiner Berufung auf den Lehrstuhl in Kassel beschäftigte sich Frieling vermehrt mit organisationspsychologischen Themen wie Gruppenarbeit und Organisationsentwicklung. Auf dem Gebiet der Kompetenzmessung und -entwicklung hat das Kassler-Kompetenz-Raster (KKR) Bedeutung erlangt.